# Rhythm Nation 1814 Tour
Rhythm Nation World Tour 1990 fu il primo tour di Janet Jackson in promozione dell'album in studio Rhythm Nation 1814 del 1989.
Il tour partì il 27 febbraio 1990 da Pensacola, Stati Uniti, e fece tappa in Giappone e Europa. Incassò oltre 120 milioni di dollari, di cui 28 negli Stati Uniti, e fu visto da circa due milioni di spettatori.

## Descrizione
I biglietti per i quattro concerti al Tokyo Dome, Giappone, furono venduti in soli sette minuti, stabilendo un primato. A causa del forte stress fisico, dovuto principalmente a coreografie molto impegnative e sforzi fisici, durante un concerto a St. Louis Jackson ebbe uno svenimento dietro le quinte e dovette annullare la serata.
La produzione del tour costò circa due milioni di dollari. La cantante donò mezzo milione di dollari dai proventi del tour per finanziare progetti educativi negli Stati Uniti alla Cities of School e, attraverso il Rhythm Nation Scholarship Fund, anche alla United Negro College Fund, organizzazione che finanziava borse di studio per gli studenti afroamericani.

### Informazioni tecniche
Le scenografie dello spettacolo erano di Mark Fisher e il design di produzione e illuminazione di LeRoy Bennett. Le coreografie furono curate dalla Jackson stessa con l'aiuto di Anthony Thomas, Terry Bixler e LaVelle Smith Jr. Chris Tervit fu il direttore di scena e Benny Collins il direttore di produzione.

## Scaletta
1. Control
2. Nasty
3. What Have You Done for Me Lately
4. Let's Wait Awhile
5. When I Think of You
6. The Pleasure Principle
7. Interlude: T.V.
8. State of the World
9. Interlude: Race
10. The Knowledge
11. Funny How Time Flies
12. Black Cat
13. Come Back to Me
14. Alright
15. Escapade
16. Miss You Much
17. Interlude: Pledge
18. Rhythm Nation

## Date concerti
| Data                                         | Città             | Stato        | Luogo                                  |
| Nord America                                 | Nord America      | Nord America | Nord America                           |
| -------------------------------------------- | ----------------- | ------------ | -------------------------------------- |
| 27 febbraio 1990                             | Pensacola         | Stati Uniti  | Pensacola Civic Center                 |
| 1º marzo 1990                                | Miami             | Stati Uniti  | Miami Arena                            |
| 3 marzo 1990                                 | Chapel Hill       | Stati Uniti  | Dean Smith Center                      |
| 4 marzo 1990                                 | Charlotte         | Stati Uniti  | Charlotte Coliseum                     |
| 6 marzo 1990                                 | Columbia          | Stati Uniti  | Carolina Coliseum                      |
| 7 marzo 1990                                 | Knoxville         | Stati Uniti  | Thompson–Boling Arena                  |
| 9 marzo 1990                                 | Louisville        | Stati Uniti  | Freedom Hall                           |
| 10 marzo 1990                                | Cincinnati        | Stati Uniti  | Riverfront Coliseum                    |
| 12 marzo 1990                                | Richfield         | Stati Uniti  | Coliseum                               |
| 13 marzo 1990                                | Pittsburgh        | Stati Uniti  | Civic Arena                            |
| 15 marzo 1990                                | New York          | Stati Uniti  | Madison Square Garden                  |
| 16 marzo 1990                                | New York          | Stati Uniti  | Madison Square Garden                  |
| 19 marzo 1990                                | Montréal          | Canada       | The Forum                              |
| 20 marzo 1990                                | Toronto           | Canada       | SkyDome                                |
| 22 marzo 1990                                | Washington        | Stati Uniti  | Capital Centre                         |
| 23 marzo 1990                                | Hartford          | Stati Uniti  | Hartford Civic Center                  |
| 26 marzo 1990                                | Worcester         | Stati Uniti  | Worcester Centrum                      |
| 27 marzo 1990                                | Worcester         | Stati Uniti  | Worcester Centrum                      |
| 29 marzo 1990                                | Washington D.C.   | Stati Uniti  | Capital Centre                         |
| 31 marzo 1990                                | Hampton           | Stati Uniti  | Hampton Coliseum                       |
| 2 aprile 1990                                | Detroit           | Stati Uniti  | Joe Louis Arena                        |
| 3 aprile 1990                                | Detroit           | Stati Uniti  | Joe Louis Arena                        |
| 5 aprile 1990                                | Minneapolis       | Stati Uniti  | Met Center                             |
| 6 aprile 1990                                | Minneapolis       | Stati Uniti  | Met Center                             |
| 8 aprile 1990                                | Chicago           | Stati Uniti  | Rosemont Horizon                       |
| 9 aprile 1990                                | Chicago           | Stati Uniti  | Rosemont Horizon                       |
| 11 aprile 1990                               | Kansas City       | Stati Uniti  | Kemper Arena                           |
| 13 aprile 1990                               | Fort Worth        | Stati Uniti  | Tarrant County Convention Center Arena |
| 15 aprile 1990                               | Houston           | Stati Uniti  | The Summit                             |
| 16 aprile 1990                               | Houston           | Stati Uniti  | The Summit                             |
| 18 aprile 1990                               | Tempe             | Stati Uniti  | ASU Activity Center                    |
| 20 aprile 1990                               | Inglewood         | Stati Uniti  | Great Western Forum                    |
| 21 aprile 1990                               | Inglewood         | Stati Uniti  | Great Western Forum                    |
| 23 aprile 1990                               | San Diego         | Stati Uniti  | San Diego Sports Arena                 |
| 25 aprile 1990                               | Inglewood         | Stati Uniti  | Great Western Forum                    |
| 26 aprile 1990                               | Inglewood         | Stati Uniti  | Great Western Forum                    |
| 28 aprile 1990                               | Oakland           | Stati Uniti  | Coliseum Arena                         |
| 29 aprile 1990                               | Oakland           | Stati Uniti  | Coliseum Arena                         |
| 1º maggio 1990                               | Oakland           | Stati Uniti  | Coliseum Arena                         |
| 2 maggio 1990                                | Oakland           | Stati Uniti  | Coliseum Arena                         |
| 4 maggio 1990                                | Sacramento        | Stati Uniti  | ARCO Arena                             |
| 5 maggio 1990                                | Sacramento        | Stati Uniti  | ARCO Arena                             |
| Asia                                         |                   |              |                                        |
| 17 maggio 1990                               | Tokyo             | Giappone     | Tokyo Dome                             |
| 18 maggio 1990                               | Tokyo             | Giappone     | Tokyo Dome                             |
| 20 maggio 1990                               | Osaka             | Giappone     | Osaka-jō Hall                          |
| 21 maggio 1990                               | Osaka             | Giappone     | Osaka-jō Hall                          |
| 23 maggio 1990                               | Yokohama          | Giappone     | Yokohama Arena                         |
| Nord America                                 |                   |              |                                        |
| 6 giugno 1990                                | Tacoma            | Stati Uniti  | Tacoma Dome                            |
| 7 giugno 1990                                | Tacoma            | Stati Uniti  | Tacoma Dome                            |
| 9 giugno 1990                                | Vancouver         | Canada       | BC Place                               |
| 11 giugno 1990                               | Edmonton          | Canada       | Northlands Coliseum                    |
| 12 giugno 1990                               | Calgary           | Canada       | Olympic Saddledome                     |
| 15 giugno 1990                               | Denver            | Stati Uniti  | McNichols Sports Arena                 |
| 16 giugno 1990                               | Denver            | Stati Uniti  | McNichols Sports Arena                 |
| 18 giugno 1990                               | Salt Lake City    | Stati Uniti  | Salt Palace                            |
| 20 giugno 1990                               | Mountain View     | Stati Uniti  | Shoreline Amphitheatre                 |
| 21 giugno 1990                               | Mountain View     | Stati Uniti  | Shoreline Amphitheatre                 |
| 23 giugno 1990                               | Costa Mesa        | Stati Uniti  | Pacific Amphitheatre                   |
| 24 giugno 1990                               | Costa Mesa        | Stati Uniti  | Pacific Amphitheatre                   |
| 26 giugno 1990                               | Inglewood         | Stati Uniti  | Great Western Forum                    |
| 27 giugno 1990                               | Inglewood         | Stati Uniti  | Great Western Forum                    |
| 29 giugno 1990                               | Inglewood         | Stati Uniti  | Great Western Forum                    |
| 2 luglio 1990                                | Dallas            | Stati Uniti  | Reunion Arena                          |
| 3 luglio 1990                                | Oklahoma City     | Stati Uniti  | Myriad Convention Center Arena         |
| 5 luglio 1990                                | Austin            | Stati Uniti  | Frank Erwin Center                     |
| 6 luglio 1990                                | Austin            | Stati Uniti  | Frank Erwin Center                     |
| 8 luglio 1990                                | New Orleans       | Stati Uniti  | Louisiana Superdome                    |
| 10 luglio 1990                               | Memphis           | Stati Uniti  | Mid-South Coliseum                     |
| 12 luglio 1990                               | Miami             | Stati Uniti  | Miami Arena                            |
| 13 luglio 1990                               | Orlando           | Stati Uniti  | Orlando Arena                          |
| 14 luglio 1990                               | Saint Petersburg  | Stati Uniti  | Florida Suncoast Dome                  |
| 16 luglio 1990                               | Atlanta           | Stati Uniti  | Omni Coliseum                          |
| 17 luglio 1990                               | Atlanta           | Stati Uniti  | Omni Coliseum                          |
| 19 luglio 1990                               | Atlanta           | Stati Uniti  | Omni Coliseum                          |
| 20 luglio 1990                               | Atlanta           | Stati Uniti  | Omni Coliseum                          |
| 22 luglio 1990                               | Birmingham        | Stati Uniti  | BJCC Coliseum                          |
| 24 luglio 1990                               | Indianapolis      | Stati Uniti  | Market Square Arena                    |
| 25 luglio 1990                               | Cincinnati        | Stati Uniti  | Riverbend Music Center                 |
| 27 luglio 1990                               | Milwaukee         | Stati Uniti  | Bradley Center                         |
| 29 luglio 1990                               | Tinley Park       | Stati Uniti  | World Music Theatre                    |
| 30 luglio 1990                               | Tinley Park       | Stati Uniti  | World Music Theatre                    |
| 1º agosto 1990                               | Tinley Park       | Stati Uniti  | World Music Theatre                    |
| 10 agosto 1990                               | Washington D.C.   | Stati Uniti  | Capital Centre                         |
| 11 agosto 1990                               | Washington D.C.   | Stati Uniti  | Capital Centre                         |
| 13 agosto 1990                               | Washington D.C.   | Stati Uniti  | Capital Centre                         |
| 14 agosto 1990                               | Greensboro        | Stati Uniti  | Greensboro Coliseum                    |
| 16 agosto 1990                               | Filadelfia        | Stati Uniti  | The Spectrum                           |
| 17 agosto 1990                               | Filadelfia        | Stati Uniti  | The Spectrum                           |
| 19 agosto 1990                               | Filadelfia        | Stati Uniti  | The Spectrum                           |
| 21 agosto 1990                               | Ottawa            | Canada       | Lansdowne Park                         |
| 22 agosto 1990                               | Auburn Hills      | Stati Uniti  | The palace                             |
| 23 agosto 1990                               | Auburn Hills      | Stati Uniti  | The palace                             |
| 25 agosto 1990                               | Albany            | Stati Uniti  | Knickerbocker Arena                    |
| 27 agosto 1990                               | Providence        | Stati Uniti  | Providence Civic Center                |
| 28 agosto 1990                               | Uniondale         | Stati Uniti  | Nassau Veterans Memorial Coliseum      |
| 30 agosto 1990                               | East Rutherford   | Stati Uniti  | Brendan Byrne Arena                    |
| 4 settembre 1990                             | Richfield         | Stati Uniti  | Coliseum at Richfield                  |
| Europa                                       |                   |              |                                        |
| 4 ottobre 1990 5 ottobre 1990 6 ottobre 1990 | Rotterdam         | Paesi Bassi  | Ahoy Rotterdam                         |
| 8 ottobre 1990                               | Berlino           | Germania     | Velodrom                               |
| 14 ottobre 1990                              | Parigi            | Francia      | Bercy                                  |
| 16 ottobre 1990                              | Monaco di Baviera | Germania     | Olympiahalle                           |
| 24 ottobre 1990                              | Francoforte       | Germania     | Eissporthalle am Ratsweg               |
| 28 ottobre 1990                              | Londra            | Regno Unito  | Wembley Arena                          |
| 30 ottobre 1990                              | Birmingham        | Regno Unito  | NEC Arena                              |
| Asia                                         |                   |              |                                        |
| 3 novembre 1990                              | Osaka             | Giappone     | Osaka-jō Hall                          |
| 4 novembre 1990                              | Osaka             | Giappone     | Osaka-jō Hall                          |
| 6 novembre 1990                              | Tokyo             | Giappone     | Tokyo Dome                             |
| 7 novembre 1990                              | Tokyo             | Giappone     | Tokyo Dome                             |
| 14 novembre 1990                             | Nagoya            | Giappone     | Nagoya Rainbow Hall                    |
| 15 novembre 1990                             | Nagoya            | Giappone     | Nagoya Rainbow Hall                    |
| 16 novembre 1990                             | Yokohama          | Giappone     | Yokohama Arena                         |

### Concerti cancellati e riprogrammati
Nord America
- 25 marzo, Filadelfia: riprogrammata il 16 agosto
- 2 agosto, Lexington: cancellata
- 4 agosto, Ames: cancellata
- 5 agosto, Saint Louis: cancellata
- 7/8 agosto, Auburn Hills: riprogrammate il 22 e 23 agosto
- 3 settembre, Pittsburgh: cancellata

Europa
- 11 ottobre, Copenaghen, Danimarca: cancellata

## Personale
- Management - Roger Davies Management, Inc.
- Tour Manager - Rusty Hooker
- Assistente Tour Manager - Nelson Hayes
- Produzione - Benny Collins
- Assistente alla produzione - Lisa Hoth
- Scenografo - Mark Fisher
- Stage Manager - Chris Tervit
- Direttore musicale - Chuckii Booker
- Luci/Design - LeRoy Bennett
- Luci - Gary Westcott
- Fotografo - Eddie Wolfl
- Ballerini - Tina Landon, LaVelle Smith, Terry Bixler e Anthony Thomas
- Coreografie - Janet Jackson, Anthony Thomas, Terry Bixler e LaVelle Smith